# Agapetus kumudumalie
Agapetus kumudumalie is een schietmot uit de familie Glossosomatidae. De soort komt voor in het Oriëntaals gebied.